# Jeanne d'Arc (téléfilm, 1999)
Pour les articles homonymes, voir Jeanne d'Arc (homonymie).
Jeanne d'Arc est un téléfilm canadien réalisé en 1999 par Christian Duguay.
Le film évoque l'histoire de Jeanne d'Arc de sa naissance à sa mort.

## Résumé
En guise d'introduction, on lit le message de Merlin disant qu'une pucelle délivrerait la France.
Le film commence par la naissance de Jeanne (1412), l'accouchement d'Isabelle, immédiatement suivie par une attaque de Domrémy par les Bourguignons. Les habitants se réfugient dans un fort en ruines (le château fort de Neufchâteau ?).
Dix ans plus tard (1422), lors d'une messe avec sa famille à l'église du village, elle entend des voix qui insisteront une fois qu'elle sera seule à l'église, après quoi elle a une entrevue avec le curé qui admire sa foi infantile. Il lui raconte la situation de la France.
Sept ans plus tard (1429), lors d'une visite à l'église et d'une discussion avec le curé lui révélant ses voix, un deuxième attaque de Bourguignons a lieu. Une fois de plus, les habitants de Domrémy se réfugient au fort, mais Jeanne perd son meilleur ami, qui, aveugle, est resté à Domrémy. Pleurant le Ciel, elle obtient clairement un message sous une pluie battante. Une fois les Bourguignons partis, les habitants revenus à Domrémy, le capitaine de Vaucouleurs Robert de Baudricourt arrive avec quelques soldats. Jeanne se cache alors dans un chariot que le capitaine affirme être destiné au dauphin, à Chinon, après s'être en vitesse confessée au curé. Mais ce chariot arrive à la place forte de Vaucouleurs.
Jeanne, introduite par un Jean de Metz moqueur, va alors voir le capitaine, qui ne la prend pas au sérieux. Renvoyée, Jeanne fait des miracles à Vaucouleurs. Robert de Baudricourt la fait alors venir et l'envoie à cheval à Chinon, escortée par Jean de Metz et Bertrand de Poulengy.
Contournant Orléans assiégée, elle s'arrête dans un village, où, dans une chapelle, trouve une épée portant cinq croix. Jean de Metz change alors de comportement vis-à-vis d'elle. Jeanne se coupe seule les cheveux, se regardant dans l'eau d'un ruisseau. Arrivée à Chinon, elle rencontre un dauphin désespéré et peu recommandé, à qui elle confie en seul-à-seul un message après l'avoir désigné au milieu de la foule, après quoi il l'envoie sans hésiter à Poitiers afin de la faire examiner.
Jeanne rejoint l'armée et va commencer par rejoindre l'armée postée à Orléans, en armure. Toute l'armée l'acclame déjà, hormis La Hire qui, lui, restera tout le long du film très distant au sujet des voix de Jeanne, mais sera néanmoins loin de la mépriser. C'est Jeanne qui prépare le plan d'attaque des Tourelles, non sans donner une chance de se retirer en paix aux Anglais. La Hire, agacé par la bonté de Jeanne, lui raconte la débâcle d'Azincourt à laquelle il a participé et, le lendemain, lui montre, comme il le prévoyait, que les Anglais restent décidés à garder la place.
Lors de la première vague d'assaut, Jeanne est blessée par une flèche à l'épaule, à la grande joie des Anglais qui la croient morte. Elle demande alors pourquoi son armée bat en retraite. Lors de l'opération  médicale d'urgence pratiquée par les secouristes et urgentistes de l'époque, elle a une vision. Une fois la flèche retirée, elle demande à l'armée de renouveler l'attaque et y participe à nouveau. Les Anglais sont cette fois apeurés. Elle sauve le capitaine La Hire (qui lui en voudra d'avoir sali ainsi son honneur) avant que l'armée prenne les Tourelles.
Le dauphin se fait couronner à Reims, Jeanne d'Arc à ses côtés. Après le sacre, Pierre Cauchon, qu'elle a déjà rencontré au château de Chinon et qui doute de l'authenticité de ses voix, a une longue conversation seul avec Jeanne.
La Hire doutant du bien-fondé du siège de Paris car le roi Charles VII a signé un traité de paix avec les Bourguignons, Jean de Metz prend la tête de l'armée. Bertrand de Poulangy, qui meurt au cours de ce siège vain, est adoubé chevalier in extremis.
De retour chez ses parents, Jeanne demande en vain le pardon à son père de lui avoir désobéi, étant partie en mission sans sa permission. Charles VII remet à Jeanne ses lettres d’anoblissement, la charte anoblissant Jeanne et toute sa famille, en lui permettant d'adjoindre à son nom la particule du Lys. Répondant à l'appel des habitants de Compiègne assiégée par les Bourguignons, elle y est capturée alors qu'elle a pressenti que le roi va la trahir et que la mère du roi l'en a dissuadé, considérant que son fils, bâtard, ne mérite pas un tel sacrifice. Elle est condamnée à l'issue de son procès pour hérésie (principalement sous l'impulsion de Jean Lemaître le vice-inquisiteur de Rouen, l'évêque Pierre Cauchon qui a finalement pitié d'elle voulant lui épargner le bûcher) et brûlée à Rouen, l'armée de La Hire arrivant trop tard pour la sauver. Jean de Metz rapporte son étendard à ses parents à Domrémy, ces derniers comprenant la mort de leur fille.

## Fiche technique
- réalisation : Christian Duguay
- scénario : Michael Alexander Miller, Ronald Parker
- musique : Asher Ettinger, Tony Kosinec, dont des extraits de chants de Charlotte Church comme Voice of an angel
- durée :
  - 140 minutes (diffusion originale aux États-Unis)
  - 171 minutes (diffusion en France sur TF1, 93 minutes + 78 minutes)
  - 117 minutes (DVD au Canada)
  - 189 minutes (DVD aux États-Unis)
  - 184 minutes (DVD en France, 2 × 92 minutes)
- tournage : 1999
- langue de tournage : anglais
- pays de tournage : États-Unis
- production : Peter Bray (États-Unis)
- Genre : drame, fantastique

## Distribution
| personnage                                                    | acteur              | rôle                                                       | historicité |
| ------------------------------------------------------------- | ------------------- | ---------------------------------------------------------- | ----------- |
| Jeanne d'Arc                                                  | Leelee Sobieski     | pucelle d'Orléans                                          | réalité     |
| Isabelle d'Arc                                                | Jacqueline Bisset   | mère de Jeanne                                             | réalité     |
| Jacques d'Arc                                                 | Powers Boothe       | père de Jeanne                                             | réalité     |
| Jacquemin (Jacques)                                           | Jiří Trnka          | frère de Jeanne                                            | réalité     |
| Pierre d'Arc                                                  | Justin Peroff       | frère de Jeanne, compagnon d'armes de Jeanne               | réalité     |
| Jean d'Arc                                                    | Mikulas Mara        | frère de Jeanne                                            | réalité     |
| Catherine d'Arc, sœur de Jeanne, n’apparaît pas dans le film. |                     |                                                            |             |
| Michel d'Arc                                                  | Josef Pejchal       | frère de Jeanne                                            | fiction     |
| épouse de Michel d'Arc                                        | Klára Issová        | épouse de Michel d'Arc                                     | fiction     |
| Émile                                                         | Kris Lemche         | meilleur ami de Jeanne                                     | fiction     |
| Émile enfant                                                  | Jared Wall          | meilleur ami de Jeanne                                     | fiction     |
| Père Monet                                                    | Robert Loggia       | curé de Domrémy                                            | fiction     |
| Jean de Metz                                                  | Chad Willett (en)   | compagnon d'armes de Jeanne compagnon des premières heures | réalité     |
| Bertrand de Poulengy                                          | Cliff Saunders      | compagnon d'armes de Jeanne compagnon des premières heures | réalité     |
| Robert de Baudricourt                                         | Maury Chaykin       | seigneur de Vaucouleurs                                    | réalité     |
| Louis                                                         | Chris Hoffman       | compagnon d'armes de Jeanne                                | fiction     |
| Raymond                                                       | Matt Hoffman        | compagnon d'armes de Jeanne                                | fiction     |
| Sœur Babette                                                  | Olympia Dukakis     | religieuse                                                 | fiction     |
| Charles VII                                                   | Neil Patrick Harris | roi de France (1422-1461)                                  | réalité     |
| Pierre Cauchon                                                | Peter O'Toole       | évêque de Beauvais, dirigeant du procès de Jeanne          | réalité     |
| La Trémoille                                                  | Robert Haley        | chambellan méprisant Jeanne                                | réalité     |
| La Hire                                                       | Peter Strauss       | compagnon d'armes de Jeanne                                | réalité     |
| Dunois                                                        | Ron White           | compte de Dunois, compagnon d'armes de Jeanne              | réalité     |
| Glasdale                                                      | David Schofield     | commandant des Tourelles                                   | réalité     |
| Le duc de Bedford                                             | Jonathan Hyde       | régent du roi d'Angleterre Henry VI                        | réalité     |
| Le duc de Bourgogne                                           | Jaimz Woolvett      | duc de Bourgogne                                           | réalité     |
| L'archevêque                                                  | John Standing       | l'archevêque transfertant Pierre Cauchon à Beauvais        | fiction     |
| Le duc de Luxembourg                                          | David Nykl          | le duc capturant Jeanne                                    | réalité     |
| Madame de Beaurevoir                                          | Shirley MacLaine    | tante du duc de Luxembourg                                 | réalité     |
| Jean Le Maistre                                               | Maximilian Schell   | vice-inquisiteur de Rouen actif au procès de Jeanne        | réalité     |
| Jean d'Estivet                                                | Ted Atherton        | chanoine participant activement au procès de Jeanne        | réalité     |
| le chapelain                                                  | Rick Warden         | chapelain chargé de noter le procès                        | fiction     |